# Screamin' Jay Hawkins
Jalacy Hawkins (Cleveland, Ohio, 18 de juliol de 1929 - Neuilly-sur-Seine, França, 12 de febrer de 2000), més conegut com a Screamin' Jay Hawkins va ser un músic, cantant i actor estatunidenc, conegut principalment pel gran abast de la seva veu, però també per la seva estètica i les seves excèntriques actuacions, de vegades amb posades en escena macabres. El seu tema «I Put a Spell on You» el va convertir en un dels primers músics de shock rock.
Malgrat que no va gaudir d'un gran èxit com a artista en el seu moment, sí que va ser un gran intèrpret en viu i el seu estil va influir en la manera d'actuar dalt l'escenari d'altres artistes posteriors. Va fer de teloner de Fats Domino, Tiny Grimes i Rolling Stones, i les seves actuacions van influir a grups com The Cramps, Screaming Lord Sutch, Black Sabbath, Arthur Brown, Dread Zeppelin, The Horrors, Marilyn Manson, Tom Waits, Alice Cooper i Glenn Danzig.

## Discografia principal

### Àlbums
- 1958 - At Home with Screamin' Jay Hawkins (Okeh/Epic)
- 1965 - The Night and Day of Screamin' Jay Hawkins (Planet/52e Rue Est)
- 1969 - What That Is! (Philips)
- 1970 - Because Is in Your Mind (Armpitrubber) (Philips)
- 1972 - Portrait of a Man and His Woman (Hotline)
- 1977 - I Put a Spell on You (Versatile - gravacions del període 1966-76)
- 1979 - Screamin' the Blues (Red Lightnin' - gravacions del període 1953-70)
- 1983 - Real Life (Zeta)
- 1984 - Screamin' Jay Hawkins and The Fuzztones Live (Midnight Records) - directe
- 1986 - Ass-master 2000 (Phoenix Studio)
- 1988 - At Home with Jay in The Wee Wee Hours (Midnight Records) - directe
- 1988 - Live & Crazy (Blue Phoenix) - directe
- 1990 - The Art of Screamin' Jay Hawkins (Spivey)
- 1991 - Black Music For White People (Bizarre/Straight Records/Planet Records)
- 1991 - I Shake My Stick at You (Aim)
- 1993 - Stone Crazy (Bizarre/Straight/Planet)
- 1994 - Somethin' Funny Goin' On (Bizarre/Straight/Planet)
- 1993 - Rated X (Sting S) - directe
- 1998 - At Last (Last Call)
- 1999 - Live at the Olympia, Paris (Last Call) - directe

### Senzills
- 1956 - «I Put a Spell on You» / «Little Demon» [OKeh 7072]
- 1957 - «You Made Me Love You» / «Darling, Please Forgive Me» [OKeh 7084]
- 1957 - «Frenzy» / «Person to Person» [OKeh 7087]
- 1958 - «Alligator Wine» / «There's Something Wrong With You» [OKeh 7101]
- 1958 - «Armpit #6» / «The Past» [Red Top 126]
- 1962 - «I Hear Voices» / «Just Don't Care» [Enrica 1010]
- 1962 - «Ashes» / «Nitty Gritty» w/ Shoutin' Pat (Newborn) [Chancellor 1117]
- 1966 - «Poor Folks» / «Your Kind of Love» [Providence 411]
- 1970 - «Do You Really Love Me» / «Constipation Blues» [Philips 40645]
- 1973 - «Monkberry Moon Delight» / «Sweet Ginny» [Queen Bee 1313]

## Filmografia principal
- American Hot Wax, de Floyd Mutrux (1978)
- Joey, de Joseph Ellison (1986)
- Mystery Train, de Jim Jarmusch (1989)
- A Rage in Harlem, de Bill Duke (1991)
- Two Moon Junction, de Zalman King (1992)
- Perdita Durango, d'Álex de la Iglesia (1997)
- Peut-être, de Cédric Klapisch (1999)
- Screamin' Jay Hawkins: I Put a Spell On Me, de Nicholas Triandafyllidis (2001)

La seva música també ha aparegut a diverses pel·lícules, com Natural Born Killers (1994), d'Oliver Stone, Lost Highway (1997), de David Lynch, Holy Smoke (1999), de Jane Campion, o Yadon ilaheyya (2002), d'Elia Suleiman.